# Camaridium grisebachianum
Camaridium grisebachianum är en orkidéart som först beskrevs av Mark Anthony Nir och Donald Dungan Dod, och fick sitt nu gällande namn av Mario Alberto Blanco. Camaridium grisebachianum ingår i släktet Camaridium och familjen orkidéer. Inga underarter finns listade i Catalogue of Life.